# Agnès Sourdillon
Agnès Sourdillon est une actrice française.
Elle a suivi l'École du théâtre national de Chaillot dirigée par Antoine Vitez. Elle a travaillé au théâtre avec Valère Novarina, Stéphane Braunschweig, François Wastiaux, Christian Colin, Alain Ollivier, Bruno Sachel. Au cinéma, on a pu la voir dans des films de Jean-Luc Godard, Jérôme de Missolz, et Sophie Fillières.

## Filmographie

### Cinéma

#### Longs métrages
- 1987 : Soigne ta droite de Jean-Luc Godard
- 1987 : Cinématon no 990 de Gérard Courant
- 1988 : La Bande des quatre de Jacques Rivette
- 2000 : La Mécanique des femmes de Jérôme de Missolz
- 2005 : Les Âmes grises d'Yves Angelo
- 2007 : La Jeune Fille et les Loups de Gilles Legrand
- 2011 : Qui a envie d'être aimé ? de Anne Giafferi
- 2023 : Anti-Squat de Nicolas Silhol : Eugénie
- 2024 : 37 : L'Ombre et la Proie d'Arthur Môlard : Patti

#### Courts métrages
- 2001 : L'Étape d'Éric Pinatel
- 2003 : La Coupure de Nathalie Loubeyre
- 2003 : De nouveau lundi d'Alix Demaistre

### Télévision
- 2001 : L'École des femmes, captation pour Arte, réalisation Don Kent
- 2002 : Les Bottes de Renaud Bertrand : Jeanne
- 2003 : Phèdre, captation, Patrice Chéreau
- 2005 : Engrenages - Saison 1, épisode 1 de Philippe Triboit : Madame Sauranet, l'institutrice
- 2007 : Voici venir l'orage... de Nina Companeez
- 2007 : L'Acte inconnu, captation pour Arte, réalisation Don Kent
- 2012 : Nicolas Le Floch : Le crime de la rue des Francs-Bourgeois de Nicolas Picard-Dreyfuss
- 2012 : Les Limiers, épisode 1, d'Alain Desrochers : Madame Viard
- 2013 : Le Général du roi de Nina Companeez
- 2013 : Boulevard du Palais, Saison 15-épisode 4 : Trepalium : Michelle Bello
- 2014 : Vaugand 3 de Manuel Boursinhac : Yvette Moncef
- 2020-2021 : Cassandre, épisodes 18, 19, 22 et 24 : Judith

## Théâtre
- 1988 : Woyzeck de Georg Büchner, mise en scène Stéphane Braunschweig, Festival du Jeune Théâtre d'Alès
- 1991 : Woyzeck de Georg Büchner, mise en scène Stéphane Braunschweig, Théâtre de Gennevilliers
- 1993 : Threepenny Lear de William Shakespeare, mise en scène Bernard Sobel, Théâtre de Gennevilliers
- 1994 : Le Legs et L'Épreuve de Marivaux, mise en scène Alain Milianti, Maison des arts et de la culture de Créteil
- 1994 : Bingo d'Edward Bond, mise en scène Alain Milianti, Festival d'Avignon
- 1994 : Hamlet de William Shakespeare, mise en scène François Wastiaux
- 1995 : Bingo d'Edward Bond, mise en scène Alain Milianti, Le Volcan
- 1995 : La Chair de l'homme de Valère Novarina, mise en scène de l'auteur, Festival d'Avignon, Théâtre du Rond-Point
- 1997 : Le Jardin de reconnaissance de Valère Novarina, mise en scène de l'auteur, Théâtre de l'Athénée-Louis-Jouvet
- 1997 : La Révolte de Villiers de L'Isle Adam, mise en scène Alain Ollivier, Studio-Théâtre de Vitry, Théâtre de la Bastille
- 1997 : Bouts d'essais de Raymond Depardon, lecture Festival d'Avignon
- 1998 : I Parappazzi de François Wastiaux, mise en scène de l'auteur, Festival d'Avignon
- 1999 : I Parappazzi de François Wastiaux, mise en scène de l'auteur, Théâtre Gérard Philipe
- 2000 : Le Maître et Marguerite d'après Mikhaïl Boulgakov, mise en scène Lisa Würmser, Comédie de Picardie
- 2000 : L'Origine rouge de Valère Novarina, mise en scène de l'auteur, Festival d'Avignon, Festival d'automne à Paris Théâtre national de la Colline, Théâtre national de Strasbourg
- 2001 : Le Prince de Nicolas Machiavel, mise en scène Anne Torrès, Théâtre Nanterre-Amandiers
- 2001 : L'École des femmes de Molière, mise en scène Didier Bezace, Festival d'Avignon, tournée
- 2002 : L'Origine rouge de Valère Novarina, mise en scène de l'auteur, La Rose des vents
- 2002 : L'École des femmes de Molière, mise en scène Didier Bezace, Théâtre de la Commune, tournée
- 2002 : Prometeo de Rodrigo García, mise en scène François Berreur, Festival d'Avignon
- 2003 : Phèdre de Racine, mise en scène Patrice Chéreau, Ateliers Berthier Odéon-Théâtre de l'Europe
- 2003 : La Scène de Valère Novarina, mise en scène de l'auteur, Théâtre Vidy-Lausanne, Théâtre national de la Colline, tournée
- 2004 : La Scène de Valère Novarina, mise en scène de l'auteur, Théâtre Dijon-Bourgogne, TNP Villeurbanne, tournée
- 2004 : Daewoo de François Bon, mise en scène Charles Tordjman, Festival d'Avignon, Théâtre de la Manufacture, Théâtre national de Toulouse, tournée
- 2005 : Daewoo de François Bon, mise en scène Charles Tordjman, Théâtre de la Manufacture, tournée
- 2005 : Le Retour de Sade de Bernard Noël, mise en scène Charles Tordjman, Théâtre national de la Colline, Théâtre de la Manufacture
- 2006 : Daewoo de François Bon, mise en scène Charles Tordjman, MC2, tournée
- 2006 : Anna et Gramsci d'après Le Syndrome de Gramsci et La Langue d'Anna de Bernard Noël, mise en scène Charles Tordjman, Théâtre national de Chaillot, Théâtre Vidy-Lausanne, Théâtre de la Manufacture
- 2007 : L'Acte inconnu de Valère Novarina, mise en scène de l'auteur, Festival d'Avignon, Théâtre national de la Colline, TNP Villeurbanne, Comédie de Genève, Nouveau théâtre d'Angers
- 2007 : La Confusion de Marie Nimier, mise en voix Christine Bernard-Sugy, Théâtre Ouvert
- 2008 : L'Acte inconnu de Valère Novarina, mise en scène de l'auteur, tournée
- 2008 : La Langue d'Anna de Bernard Noël, mise en scène Charles Tordjman, Maison de la Poésie
- 2008 : Slogans de Maria Soudaïeva, mise en scène Charles Tordjman, Théâtre Vidy-Lausanne, Théâtre de la Commune, Théâtre du Nord, Théâtre de la Manufacture, MC2, tournée
- 2009 : L'Acte inconnu de Valère Novarina, mise en scène de l'auteur, Théâtre national de Strasbourg, Théâtre national de Bretagne, tournée
- 2009 : Oncle Vania d'Anton Tchekhov, mise en scène Claudia Stavisky, Théâtre des Bouffes du Nord, Théâtre du Gymnase, Théâtre National de Nice, Théâtre des Célestins, tournée
- 2009 : La Fabbrica d'Ascanio Celestini, mise en scène Charles Tordjman, Théâtre Vidy-Lausanne, Théâtre des Treize Vents, MC2, Théâtre de la Manufacture, tournée
- 2010 : La Fabbrica d'Ascanio Celestini, mise en scène Charles Tordjman, Théâtre de la Ville, Théâtre Marigny
- 2010 : La Relève des dieux par les pitres d'Arno Bertina, mise en scène en espace Agnès Sourdillon, Festival d'Avignon, Théâtre Ouvert
- 2011 : Le Vrai Sang de Valère Novarina, mise en scène de l'auteur, Odéon-Théâtre de l'Europe, tournée
- 2012 : Que la noce commence, mise en scène Didier Bezace, Théâtre de la Commune d'Aubervilliers et tournée
- 2013 : Un beau matin, Aladin, mise en scène Matej Forman, Théâtre du jeu de Paume d'Aix en Provence et tournées
- 2013 : Cour d'honneur, mise en scène Jérôme Bel
- 2015 : Le Vivier des noms, mise en scène Valère Novarina, festival d'Avignon, théâtre national de la Colline
- 2015 : Le Malade imaginaire de Molière, mise en scène Michel Didym : rôle de Toinette, CDN de Nancy et tournée
- 2017 : Lenz de Büchner et Les soldats de Lenz, mise en scène Anne-Laure Liégeois, Maison de la Culture d'Amiens et tournée
- 2017 : Nu dans le bain, mise en scène David Géry, Chartreuse de Villeneuve les Avignon
- 2017 : Les sujets à Vif : 20 ans, mise en scène Frédéric Ferrer, Festival d'Avignon
- 2019 : Un ennemi du peuple d'Ibsen, mise en scène Jean-François Sivadier, Théâtre national de l'Odéon et tournée
- 2019 : L'animal imaginaire de Valère Novarina, Théâtre national de la Colline et tournée
- 2020 : Penthésilée de Kleist, mise en scène Sylvain Maurice, Théâtre de Sartrouville
- 2022 : Œdipe Roi de Sophocle, mise en scène Éric Lacascade, Festival le Printemps des comédiens de Montpellier
- 2023 : Les étoiles, mise en scène Simon Falguières, théâtre de la Tempête et tournée
- 2023 : Des châteaux qui brûlent d'Arno Bertina, mise en scène Anne-Laure Liégeois, Le Volcan Le Havre et tournée
- 2023 : Les personnages de la pensée de Valère Novarina, théâtre national de la Colline

## Distinction
- 2000 : Prix Jean Carmet du meilleur rôle secondaire au cinéma pour le film Les âmes grises, réalisé par Yves Angelo
- Molières 2002 : nomination au Molière de la révélation théâtrale pour le rôle d'Agnès dans L'École des femmes
- Molières 2015 : nomination au Molière de la comédienne dans un second rôle pour Le Malade imaginaire